# Organe de Corti

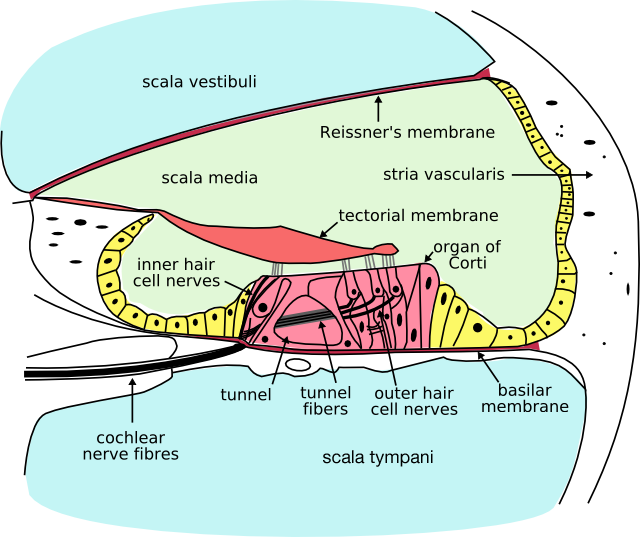
Coupe transversale d'une spire de la cochlée

L'organe de Corti est l'organe de la perception auditive. Il est constitué de cellules sensorielles (cellules ciliées internes ou CCI et cellules ciliées externes CCE) et de cellules de soutien (cellule de Deiters).
Il repose sur la membrane basilaire et est recouvert par la membrane tectoriale qui flotte dans l'endolymphe contenue dans le canal cochléaire.

## Composition
L'organe de Corti présente deux types de mécanorécepteurs:
- les cellules ciliées internes (disposées sur une seule rangée): elles constituent le récepteur sensoriel et sont chacune sensibles à une certaine fréquence. Elles assurent un rôle de transduction faisant converger l'information vers le nerf auditif qui est une voie afférente (en direction des centres nerveux).
- les cellules ciliées externes (3 rangées) possèdent un système contractile (électromotilité) qui permet d'amplifier une vibration locale.

## Fonctionnement

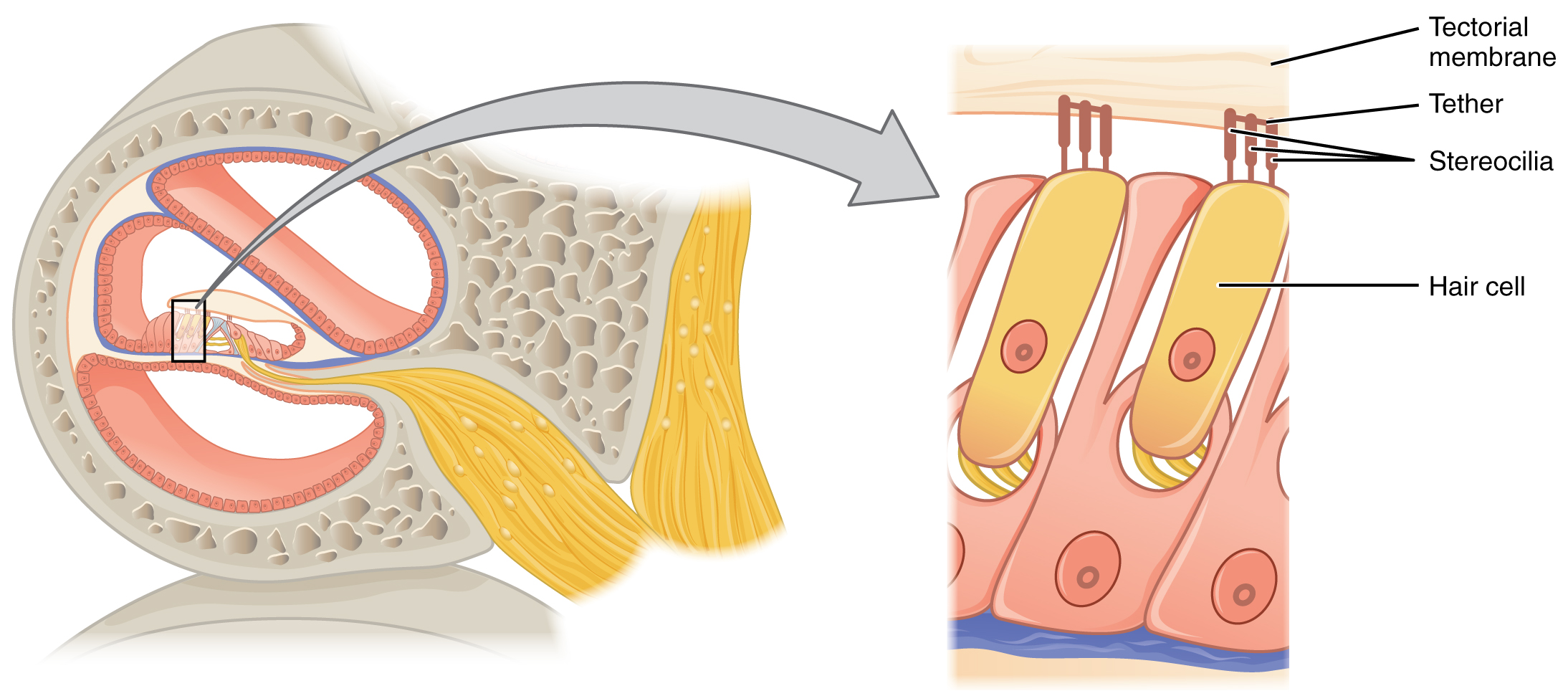

Lorsque l'étrier (osselet) fait vibrer la périlymphe, les vibrations font onduler la membrane basilaire. Les cils des CCE se déplacent horizontalement ce qui entraine la dépolarisation de ces cellules et leur contraction. Les CCE vont donc tirer périodiquement sur la membrane tectoriale et ainsi la mettre en contact avec les cils des CCI. Ces derniers se couchent et provoquent la dépolarisation des CCI qui libère du glutamate dans l'espace intersynaptique avec les fibres du nerf auditif. 

## L'amplification cochléaire

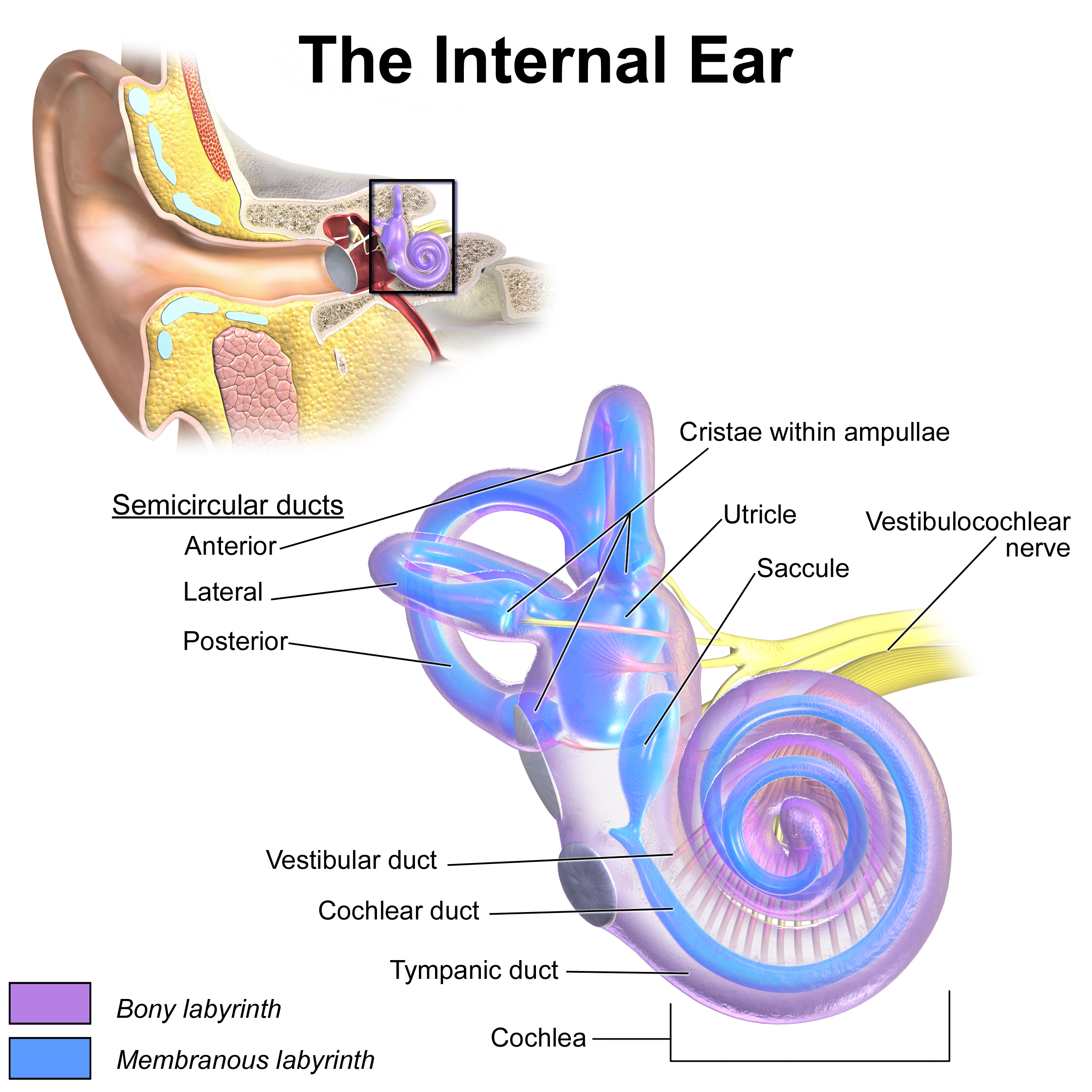
Schéma de la structure de l'oreille interne.

L'organe de Corti est aussi capable de moduler le signal auditif.  Les CCE peuvent amplifier le signal par un processus appelé électromotilité. Il augmente le mouvement de la membrane basilaire et donc augmente la déviation de stéréocils dans les CCI. 
Un élément crucial de cette amplification cochléaire est la protéine Prestin, qui change de forme en fonction du niveau de tension à l'intérieur de la CCE. Lorsque la CCE est dépolarisée la protéine Prestin se raccourcit, et parce qu'elle se trouve sur la membrane des CCE, elle tire sur la membrane basilaire : ce qui créer un effet plus intense sur les CCI. Au contraire, lorsque la CCE est hyperpolarisée, la  Prestin allonge et soulage la tension sur les CCI, ce qui diminue les impulsions nerveuses au cerveau. De cette façon, les cellules ciliées sont capables de modifier le signal sonore avant même d'atteindre le cerveau.

## Pathologie

### Surdité
Lors d'un traumatisme sonore important, de la prise de médicaments toxiques ou d'exitotoxicité (Glutamate produit en excès), les terminaisons post-synaptiques des cellules ciliées internes peuvent gonfler et exploser; Entrainant ainsi une surdité totale. Si le corps cellulaire n'est pas atteint, le processus est réversible.

### Acouphènes
Des acouphènes peuvent être entrainés par cet éclatement. Ce sont en fait les résidus de la terminaison endommagée qui produisent une activité électrique spontanée et anarchique que le cerveau interprète comme un signal.

### Hyperacousie
Hickox et Liberman (2014) ont montré chez des souris de laboratoire que l’exposition aux bruits pouvait induire une dégénérescence du nerf vestibulocochléaire sans perte d’audition significative et un comportement d'hyperacousie associé: l'exposition aux bruits induit une perte partielle de fibres nerveuses reliées CCI et principalement celles véhiculant les niveaux hauts sonores (fibres à haut seuil).  Pour Knipper, Van Dijk, Nunes, Rüttiger et Zimmermann (2013) une grande étendue de désafférentation déclencheraient des acouphènes alors qu'une désafférentation modérée devrait plutôt être liée à de l'hyperacousie.